# Elecciones estatales de Veracruz de 2013
Las elecciones estatales de Veracruz de 2013, denominadas oficialmente por la autoridad electoral como el Proceso Electoral 2012-2013, se realizaron el domingo 7 de julio de 2013, y en ellas fueron renovados los siguientes cargos de elección popular en el estado mexicano de Veracruz:
- 212 ayuntamientos. Compuestos por un presidente municipal, un síndico y regidores electos para un periodo de cuatro años no reelegibles para el periodo inmediato.
- 50 diputados al Congreso del Estado. 30 electos por mayoría relativa y 20 por el principio de representación proporcional, elegidos para un periodo de tres años.

## Resultados electorales

### Ayuntamientos

Resultados por municipio.

|  | 39.05 % |

|  | 24.63 % |

|  | 12.52 % |

|  | 7.47 % |

|  | 6.65 % |

|  | 3.65 % |

|  | 2.77 % |

|  | 3.02 % |

|  | 0.24 % |

|  | 100 % |

#### Municipio deXalapa
|  | 23.13 % |

|  | 38.78 % |

|  | 5.72 % |

|  | 2.17 % |

|  | 17.85 % |

|  | 2.29 % |

|  | 2.05 % |

|  | 3.11 % |

|  | 4.90 % |

|  | 100.00 % |

#### Municipio deCoatepec
|  | 32.27 % |

|  | 37.96 % |

|  | 6.86 % |

|  | 1.12 % |

|  | 11.18 % |

|  | 1.54 % |

|  | 4.60 % |

|  | 0.44 % |

|  | 4.04 % |

|  | 100.00 % |

#### Municipio deVeracruz
|  | 26.62 % |

|  | 43.51 % |

|  | 22.03 % |

|  | 0.79 % |

|  | 1.21 % |

|  | 0.81 % |

|  | 0.98 % |

|  | 0.35 % |

|  | 3.70 % |

|  | 100.00 % |

#### Municipio deCoatzacoalcos
|  | 30.79 % |

|  | 56.63 % |

|  | 3.12 % |

|  | 0.72 % |

|  | 3.58 % |

|  | 0.95 % |

|  | 0.78 % |

|  | 0.22 % |

|  | 3.20 % |

|  | 100.00 % |

#### Municipio deCórdoba
|  | 41.84 % |

|  | 37.31 % |

|  | 3.10 % |

|  | 0.80 % |

|  | 3.17 % |

|  | 1.21 % |

|  | 7.17 % |

|  | 0.17 % |

|  | 2.76 % |

|  | 100.00 % |

#### Municipio deOrizaba
|  | 34.54 % |

|  | 52.25 % |

|  | 2.88 % |

|  | 0.67 % |

|  | 1.25 % |

|  | 0.62 % |

|  | 4.58 % |

|  | 0.16 % |

|  | 3.05 % |

|  | 100.00 % |

#### Municipio dePoza Rica
- Sergio Lorenzo Quiroz Cruz  Hecho

#### Municipio deBoca del Río
|  | 50.28 % |

|  | 41.73 % |

|  | 1.47 % |

|  | 0.54 % |

|  | 2.39 % |

|  | 0.37 % |

|  | 0.70 % |

|  | 0.09 % |

|  | 2.43 % |

|  | 100.00 % |

### Diputados
| Partido/Coalición | Partido/Coalición                    | Mayoría relativa | Proporcional | Total |
| ----------------- | ------------------------------------ | ---------------- | ------------ | ----- |
|                   | Partido Acción Nacional              | 3                | 5            | 8     |
|                   | Partido Revolucionario Institucional | 20               | 8            | 28    |
|                   | Partido de la Revolución Democrática | 0                | 2            | 2     |
|                   | Partido Verde Ecologista de México   | 4                | 1            | 5     |
|                   | Partido del Trabajo                  | 0                | 1            | 1     |
|                   | Movimiento Ciudadano                 | 0                | 1            | 1     |
|                   | Nueva Alianza                        | 3                | 0            | 3     |
|                   | Partido Cardenista (Veracruz)        | 0                | 1            |       |
|                   | Alternativa Veracruzana              | 0                | 1            |       |

## Elecciones internas de los partidos políticos

### Partido Acción Nacional
En el caso del municipio de Veracruz en el transcurso del 2012 se habían manifestado Gustavo Sousa Escamilla y Luis Coyac anteriormente mencionados es el más conocido, en el municipio de Veracruz,

En el caso del municipio de Coatzacoalcos  tiene prácticamente confirmado el nombre de Gonzalo Guízar  como abanderado del pan , también se ha manejado una posible alianza con el PRD para llevar una vez más a este candidato a las elecciones por dicha alcaldía

En el resto de los municipios aún no se define, quienes sean los abanderados.
El 7 de enero en una reunión, el PAN se volvió a manifestar, por una alianza de todas las fuerzas políticas contra el PRI.,

### Partido Revolucionario Institucional
Han manifestado esperarse a los tiempos, criticando a los demás partidos en lo que restaba del 2012, por adelantarse a los tiempos indicados.
Pero se mencionaban fuertemente al cierre del 2012 los nombres del  aspirante Gerardo Poo Ulibarri .